# Трибунал
Трибуна́л (від лат. tribunal — підвищення для магістрата, «крісло») — назва спеціальних судів у деяких країнах (наприклад, адміністративний, конституційний, військовий) або спеціальних міжнародних судових органів (наприклад, Нюрнберзький міжнародний трибунал, Міжнародний трибунал ООН з морського права).

## Історія

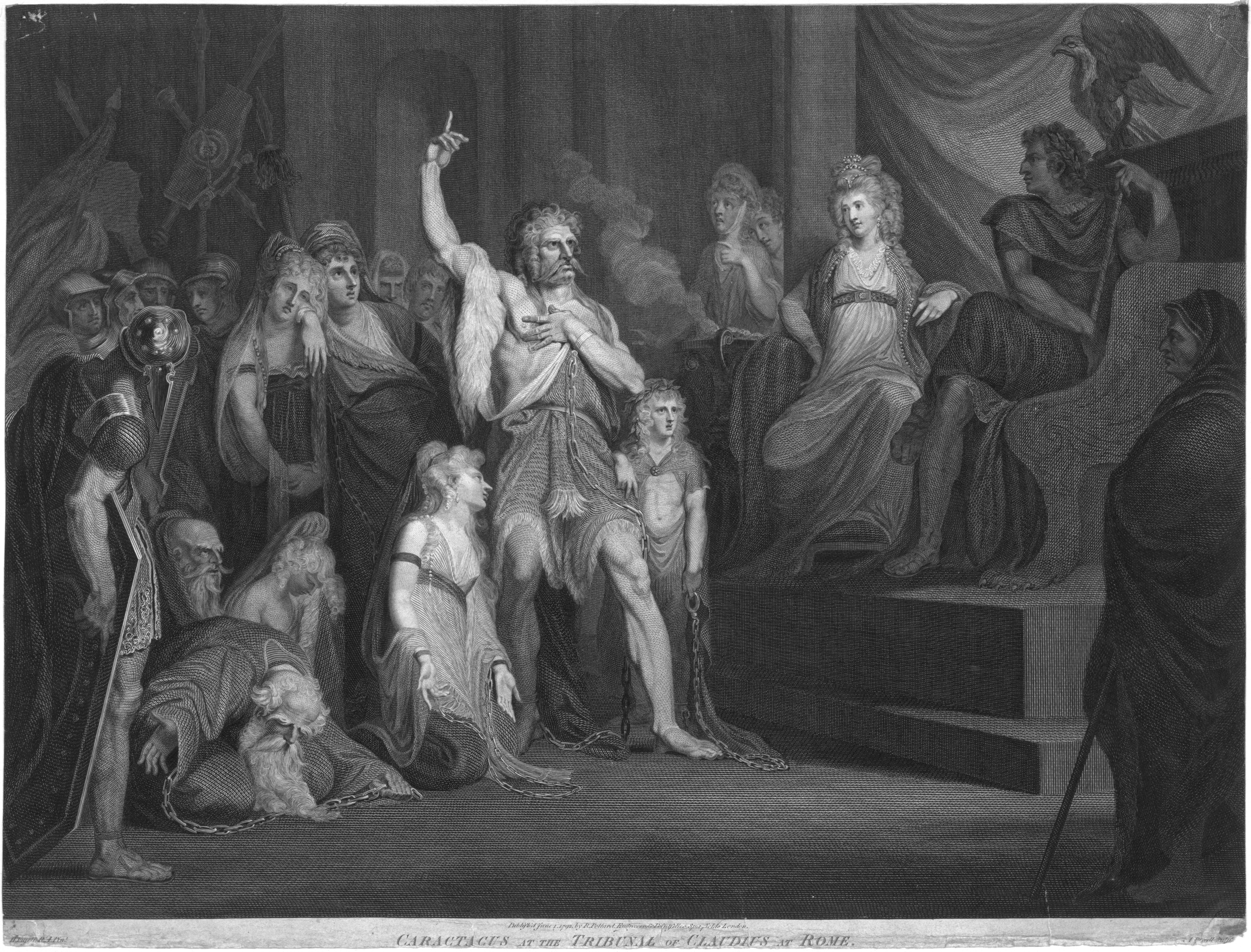
Вождь одного з бритських племен Каратак перед трибуналом імператора Клавдія в Римі (мал. 1792 року)

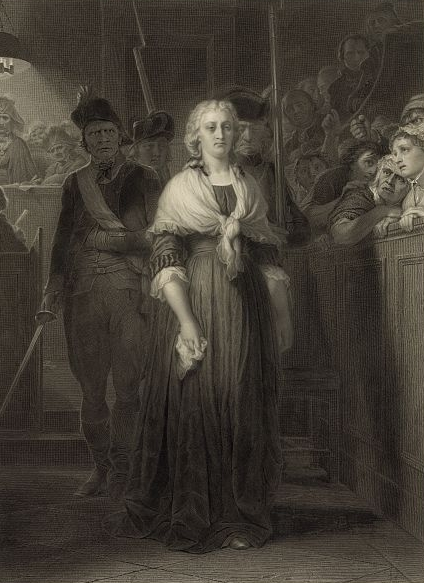
Дружина Людовика XVI Марія-Антуанетта перед революційним трибуналом (гравюра Альфонса Франсуа 1857 року за картиною Поля Делароша)

У Давньому Римі — чотирикутне підвищення з каменю, землі або дерева, влаштоване для посадових осіб, які чинили суд. Спочатку був лише один трибунал. Після збільшення кількості преторів, які чинили суд, була збільшена і кількість трибуналів. Всі вони розміщувалися на форумі. Пізніше засідання у непогожі дні переносилися у базиліки та судові зали.
У XV ст. в ієрархії католицької церкви особливого поширення набули інквізиційні трибунали, створені за ініціативою домініканського монаха Томаса де Торквемади, який в 1484 році розробив правову основу їх діяльності — т. зв. Кодекс інквізиції. Інквізиційні трибунали переслідували за єресь, богохульство, відьомство та ін. діяння, розгляд яких було віднесено до юрисдикції католицької церкви.
За часів Королівства Польського, Великого князівства литовського та Речі Посполитої трибунали — станові шляхетські апеляційні суди, які існували на українських землях (див. Луцький трибунал), Литві (див. Головний литовський трибунал) і Польщі (див. Коронний трибунал, Головний люблінський трибунал).
В СРСР (в тому числі в РРФСР й УРСР) існували революційні трибунали (1917—1922).
В СРСР також діяли військові трибунали, що судили військовослужбовців і військовозобов'язаних за військові злочини, а також за шпигунство (Положення про військовий трибунал від 25 грудня 1958).
Останнім часом термін трибунал використовувався для спеціальних політичних судів або міжнародних судів міжнародного кримінального права. Європейська конвенція з прав людини (ЄКПЛ) класифікувала певні контрольні органи, такі як колишній незалежний адміністративний сенат в Австрії, як трибунал.